# Ибн Шихаб аз-Зухри
Абу́ Бакр Муха́ммад ибн Му́слим аз-Зухри́, более известный как Ибн Шиха́б аз-Зухри́ (араб. أبو بكر محمد بن مسلم بن شهاب الزهري‎; 671, Медина — 741, Медина) — один из первых письменных фиксаторов хадисов — преданий о жизни пророка Мухаммада, один из великих хафизов и факихов, табиин (современник сподвижников Мухаммада). В его «Муснаде» собрано 2200 хадисов.

## Биография
Его полное имя: Абу Бакр Мухаммад ибн Муслим ибн Абдуллах ибн Шихаб аз-Зухри. Он родился в Медине в конце эпохи правления омейядского халифа Муавии I. Он принадлежал к многочисленному курайшитскому роду бану зухра, известному тем, что из него происходила мать пророка Мухаммада Амина бинт Вахб. Мальчик вырос в бедной семье и с малых лет начал обучаться грамоте и религиозным наукам. Позднее он переселился в Шам и встретился там с десятью сподвижниками пророка Мухаммада.

## Научное наследие
Ибн Шихаб аз-Зухри считается одним из самых известных передатчиков хадисов. Имам аль-Бухари передал со слов Али аль-Мадини, что аз-Зухри передал две тысячи хадисов. Многие из них вошли в шесть самых известных сводов хадисов. Он рассказывал хадисы со слов Ибн ‘Умара, Сахла ибн Са‘да, Анаса ибн Малика, Саиба ибн Йазида, ‘Абдаллаха ибн Хаттаба, ‘Абдаллаха ибн Джа‘фара, Раби‘и ибн ‘Аббада, Мисвара ибн Махрамы, ‘Абд ар-Рахмана ибн Азхара, Са‘ида ибн аль-Мусаййиба и других сподвижников и табиев. В свою очередь с его слов хадисы передавали ‘Ата ибн Абу Рабах, Абу аз-Зубайр аль-Макки, Умар ибн Абдул-Азиз, ‘Амр ибн Динар, Салих ибн Кайсан, Яхья ибн Саид аль-Ансари и другие.
Аз-Зухри обладал феноменальным умом и памятью. Сообщается, что он выучил наизусть Коран за восемьдесят ночей. Познания в области исламского права он перенял от семи выдающихся факихов Медины: ‘Урвы ибн аз-Зубайра, Са‘ида ибн аль-Мусаййиба, аль-Касима ибн Мухаммада, Хариджи ибн Зайда, ‘Убайдаллаха ибн ‘Абдаллаха ибн ‘Утбы, Абу Бакра ибн ‘Абдар-Рахмана и Сулаймана ибн Йасара. Доверяя его решениям, халиф Умар ибн Абдул-Азиз распорядился, чтобы сборщики закята руководствовались его фетвами. Он говорил: «Он лучше всех знает сунну».
Аз-Зухри стоял у истоков письменной фиксации (тадвин) священного предания мусульман. Собирание хадисов началось во времена правления Умара ибн Абдул-Азиза. Опасаясь, что знания о жизни пророка Мухаммада со временем исчезнут, Умар ибн Абдул-Азиз разослал во все области Халифата приказ собрать и записать то, что рассказывают ученые о речениях и деяниях пророка Ислама. Аз-Зухри был первым, кому было поручено выполнение этой задачи. Он составил свод хадисов, которые он слышал от своих учителей, после чего эта книга была размножена и разослана в другие города.

## Похвала ученых
- Аль-Лайс ибн Саад сказал: «Аз-Зухри обладал обширными и глубокими знаниями. Какого бы вопроса он ни касался, слушающий приходил к выводу, что он разбирается в нём лучше всех»[7].
- Малик ибн Анас сказал: «Трудно найти ученого, подобного ему»[8].
- Айюб ас-Сахтияни сказал: «Я не видел никого более знающего, чем аз-Зухри». У него спросили: «А как же аль-Хасан аль-Басри?» Он ответил: «Я не видел никого более знающего, чем аз-Зухри»[4].
- Макхул сказал: «Аз-Зухри—самый знающий среди людей»[4].

## Кончина
Относительно точной даты его смерти есть разногласия. Согласно ряду источников, он скончался в 741 или 743 году. Но большинство историков сообщают, что он умер в 742 г. в местечке Шегба, расположенном на границе Хиджаза и Палестины.